# Unterseeboot UC-17
Pour les autres navires du même nom, voir Unterseeboot 17.
L'Unterseeboot UC-17 est un sous-marin (U-Boot) mouilleur de mines allemand de type UC II utilisé par la Kaiserliche Marine pendant la Première Guerre mondiale. Le U-boot a été commandé le 29 août 1915 et lancé le 29 février 1916. Il a été mis en service dans la marine impériale allemande le 21 juillet 1916 sous le nom de UC-17. En 21 patrouilles, l'UC-17 a coulé 96 navires, soit par ses torpilles, soit par les mines qu’il a posées. Parmi eux, le navire de munitions de la Royal Fleet Auxiliary RFA Lady Cory-Wright, qu’il torpille et coule dans la Manche le 26 mars 1918. L'UC-17 se rendit le 26 novembre 1918 et fut démantelé à Preston en 1919-1920. 

## Conception
Comme tous les sous-marins allemands de type UC II antérieurs à l’UC-25, l'UC-17 avait un déplacement de 417 tonnes en surface et de 493 tonnes en plongée. Il avait une longueur hors tout de 49,35 m, un maître-bau de 5,20 m et un tirant d'eau de 3,65 m. Le sous-marin était propulsé par deux moteurs diesel 6 cylindres à quatre temps produisant chacun 250 ch (180 kW), soit un total de 500 ch (370 kW), et par deux moteurs électriques produisant 460 ch (340 kW), actionnant deux arbres d'hélice.
Le sous-marin avait une vitesse maximale de 11,6 nœuds (20,5 km/h) en surface et de 7 nœuds (13 km/h) en immersion. Son autonomie était de 9430 milles marins (17460 km) à 7 nœuds (13 km/h) en surface, et de 55 milles marins (102 km) à 4 nœuds (7,4 km/h) en immersion. Il lui fallait 35 secondes pour plonger, et il était capable d’opérer à une profondeur maximale de 50 mètres.
L'UC-17 était équipé de trois tubes lance-torpilles de 500 mm, un à l’arrière et deux à l’avant, avec sept torpilles, et d’un canon de pont de 8,8 cm SK L/30. Mais son arme principale était ses six puits de mine de 1000 mm portant dix-huit mines UC 200. Son effectif était de vingt-six membres d’équipage.

## Affectations
- Flottilles des Flandres : du 2 octobre 1916 au 19 octobre 1918
- I Flottille : du 19 octobre au 11 novembre 1918

## Commandants
- Oberleutnant zur See Ralph Wenninger : du 23 juillet 1916 au 21 mai 1917
- Oblt.z.S. Werner Fürbinger : du 22 mai au 3 août 1917
- Oblt.z.S. Ulrich Pilzecker : du 4 août 1917 au 15 janvier 1918
- Oblt.z.S. Erich Stephan : du 16 janvier au 4 mai 1918
- Oblt.z.S. Freiherr Nikolaus von Lyncker : du 5 mai au 11 novembre 1918

## Navires coulés
| Date              | Nom                     | Nationalité           | Tonnage | Destin    |
| ----------------- | ----------------------- | --------------------- | ------- | --------- |
| 6 novembre 1916   | Fanelly                 | France                | 307     | Coulé     |
| 7 novembre 1916   | Furulund                | Norvège               | 1817    | Coulé     |
| 7 novembre 1916   | Suffolk Coast           | United Kingdom        | 780     | Coulé     |
| 7 novembre 1916   | Thuhaug                 | Norvège               | 948     | Coulé     |
| 10 novembre 1916  | HMT Benton Castle       | Royal Navy            | 283     | Coulé     |
| 11 novembre 1916  | Seirstad                | Norvège               | 995     | Coulé     |
| 14 novembre 1916  | Oiz Mendi               | Espagne               | 2104    | Coulé     |
| 14 novembre 1916  | Alcyon                  | France                | 59      | Coulé     |
| 15 novembre 1916  | La Rochejacquelein      | France                | 2199    | Coulé     |
| 15 novembre 1916  | Torridal                | Norvège               | 688     | Coulé     |
| 16 novembre 1916  | Eugénie                 | France                | 66      | Coulé     |
| 16 novembre 1916  | Petit Jean              | France                | 126     | Coulé     |
| 21 novembre 1916  | Faunus                  | Suède                 | 749     | Coulé     |
| 15 décembre 1916  | Constance Mary          | United Kingdom        | 177     | Coulé     |
| 17 décembre 1916  | Alerte                  | France                | 176     | Coulé     |
| 18 décembre 1916  | La Vague                | France                | 167     | Coulé     |
| 18 décembre 1916  | Maria Louis             | France                | 108     | Coulé     |
| 18 décembre 1916  | Quo Vadis               | France                | 110     | Coulé     |
| 20 décembre 1916  | Otarie II               | France                | 109     | Coulé     |
| 20 décembre 1916  | Saint Antoine de Padoue | France                | 32      | Coulé     |
| 21 décembre 1916  | HMT St. Ives            | Royal Navy            | 325     | Coulé     |
| 24 décembre 1916  | Bargany                 | United Kingdom        | 872     | Coulé     |
| 25 décembre 1916  | Courlis                 | France                | 181     | Coulé     |
| 28 décembre 1916  | Pitho                   | United Kingdom        | 150     | Coulé     |
| 28 décembre 1916  | Union                   | Norvège               | 563     | Coulé     |
| 20 janvier 1917   | Standard                | Danemark              | 217     | Coulé     |
| 22 janvier 1917   | Gaulois                 | France                | 76      | Coulé     |
| 22 janvier 1917   | O. A. Brodin            | Suède                 | 1798    | Coulé     |
| 23 janvier 1917   | Égypte                  | Belgique              | 2416    | Coulé     |
| 23 janvier 1917   | Ophelia                 | France                | 159     | Coulé     |
| 31 janvier 1917   | Epsilon                 | Pays-Bas              | 3211    | Coulé     |
| 16 février 1917   | Hermine                 | France                | 3940    | Coulé     |
| 18 février 1917   | Thorgny                 | Norvège               | 734     | Coulé     |
| 19 février 1917   | Centurion               | United Kingdom        | 1828    | Coulé     |
| 19 février 1917   | HMT Picton Castle       | Royal Navy            | 245     | Coulé     |
| 20 février 1917   | Falls of Afton          | Norvège               | 1965    | Coulé     |
| 21 février 1917   | Manningham              | Suède                 | 1988    | Coulé     |
| 22 février 1917   | SS Ajax                 | Norvège               | 1468    | Coulé     |
| 22 février 1917   | Saint Sauveur           | France                | 158     | Coulé     |
| 23 février 1917   | Belgier                 | United Kingdom        | 4588    | Coulé     |
| 23 février 1917   | Iser                    | United Kingdom        | 2160    | Coulé     |
| 23 février 1917   | Nyland                  | Norvège               | 1824    | Coulé     |
| 24 février 1917   | Salamis                 | Grèce                 | 995     | Coulé     |
| 25 février 1917   | Kléber                  | France                | 95      | Coulé     |
| 26 février 1917   | Le Lamentin             | France                | 716     | Coulé     |
| 7 mars 1917       | Antonio                 | United Kingdom        | 2652    | Coulé     |
| 19 mars 1917      | Rhodora                 | France                | 38      | Coulé     |
| 21 mars 1917      | Huntscape               | United Kingdom        | 2933    | Endommagé |
| 22 mars 1917      | Curlew                  | United Kingdom        | 51      | Coulé     |
| 22 mars 1917      | SS Rotorua              | United Kingdom        | 11140   | Coulé     |
| 23 mars 1917      | Maine                   | United Kingdom        | 3616    | Coulé     |
| 23 mars 1917      | Mexico                  | United Kingdom        | 5549    | Endommagé |
| 24 mars 1917      | Alice                   | United Kingdom        | 61      | Coulé     |
| 24 mars 1917      | Boy Walter              | United Kingdom        | 43      | Coulé     |
| 24 mars 1917      | Endeavour               | United Kingdom        | 25      | Coulé     |
| 24 mars 1917      | Enigma                  | United Kingdom        | 24      | Coulé     |
| 24 mars 1917      | H.C.G.                  | United Kingdom        | 24      | Coulé     |
| 24 mars 1917      | May Flower              | United Kingdom        | 38      | Coulé     |
| 24 mars 1917      | Qui Vive                | United Kingdom        | 22      | Coulé     |
| 24 mars 1917      | Reindeer                | United Kingdom        | 28      | Coulé     |
| 24 mars 1917      | Satanita                | United Kingdom        | 30      | Coulé     |
| 9 mai 1917        | Marchiena               | Pays-Bas              | 170     | Coulé     |
| 10 mai 1917       | Veni                    | Norvège               | 654     | Coulé     |
| 12 mai 1917       | G.L.C.                  | United Kingdom        | 24      | Coulé     |
| 12 mai 1917       | Galicia                 | United Kingdom        | 5922    | Coulé     |
| 13 mai 1917       | Anna                    | Danemark              | 610     | Coulé     |
| 13 mai 1917       | Hudson                  | Norvège               | 817     | Coulé     |
| 14 mai 1917       | Farley                  | United Kingdom        | 3692    | Coulé     |
| 16 mai 1917       | L’Hermite               | France                | 2189    | Endommagé |
| 19 mai 1917       | HMT Kumu                | Royal Navy            | 315     | Endommagé |
| 18 juin 1917      | HMT Borneo              | Royal Navy            | 211     | Coulé     |
| 19 juin 1917      | Kate And Annie          | United Kingdom        | 96      | Coulé     |
| 19 juin 1917      | Mary Ann                | United Kingdom        | 164     | Endommagé |
| 21 juin 1917      | Childe Harold           | United States         | 781     | Coulé     |
| 21 juin 1917      | Scheria                 | Royaume d'Italie      | 2727    | Coulé     |
| 24 juin 1917      | Clan Davidson           | United Kingdom        | 6486    | Coulé     |
| 24 juin 1917      | Crown of Arragon        | United Kingdom        | 4550    | Coulé     |
| 25 juin 1917      | Galena                  | United States         | 1073    | Coulé     |
| 25 juin 1917      | Saxon Monarch           | United Kingdom        | 4828    | Coulé     |
| 20 juillet 1917   | City Of Florence        | United Kingdom        | 5399    | Coulé     |
| 21 juillet 1917   | Augustus Welt           | United States         | 1221    | Coulé     |
| 19 août 1917      | Brema                   | United Kingdom        | 1537    | Coulé     |
| 21 août 1917      | Norhilda                | United Kingdom        | 1175    | Coulé     |
| 8 septembre 1917  | Askelad                 | Norvège               | 2823    | Coulé     |
| 9 septembre 1917  | Tuscarora               | United Kingdom        | 7106    | Endommagé |
| 16 septembre 1917 | Thomas Krag             | Norvège               | 3569    | Endommagé |
| 2 novembre 1917   | Cape Finisterre         | United Kingdom        | 4380    | Coulé     |
| 4 novembre 1917   | Border Knight           | United Kingdom        | 3724    | Coulé     |
| 2 décembre 1917   | Tasmania                | Empire russe          | 2089    | Coulé     |
| 4 décembre 1917   | Forfar                  | United Kingdom        | 3827    | Coulé     |
| 6 décembre 1917   | Asaba                   | United Kingdom        | 972     | Coulé     |
| 7 février 1918    | Creosol                 | United Kingdom        | 1179    | Coulé     |
| 7 février 1918    | Elfi                    | Norvège               | 1120    | Coulé     |
| 23 mars 1918      | HMD New Dawn            | Royal Navy            | 93      | Coulé     |
| 24 mars 1918      | War Knight              | United Kingdom        | 7951    | Coulé     |
| 26 mars 1918      | RFA Lady Cory-Wright    | Royal Fleet Auxiliary | 2516    | Coulé     |
| 26 avril 1918     | Sif                     | Norvège               | 3282    | Endommagé |
| 29 avril 1918     | Frogner                 | Norvège               | 1476    | Coulé     |
| 30 avril 1918     | Isleworth               | United Kingdom        | 2871    | Coulé     |
| 24 mai 1918       | HMT Gabir               | Royal Navy            | 219     | Coulé     |
| 24 mai 1918       | HMT Yucca               | Royal Navy            | 198     | Coulé     |
| 26 mai 1918       | Thames                  | United Kingdom        | 1327    | Coulé     |
| 30 mai 1918       | Dungeness               | United Kingdom        | 2748    | Endommagé |
| 28 juin 1918      | Sunniva                 | United Kingdom        | 1913    | Coulé     |
| 8 octobre 1918    | Thalia                  | United Kingdom        | 1308    | Coulé     |